# Baojun E100
Baojun E100 — городской электромобиль, выпускавшийся с 2017 по 2021 год подразделением Baojun совместного предприятия SAIC-GM-Wuling. Является двухместным двухдверным автомобилем с люком сзади и первым микрокаром серии Baojun. 

## Описание

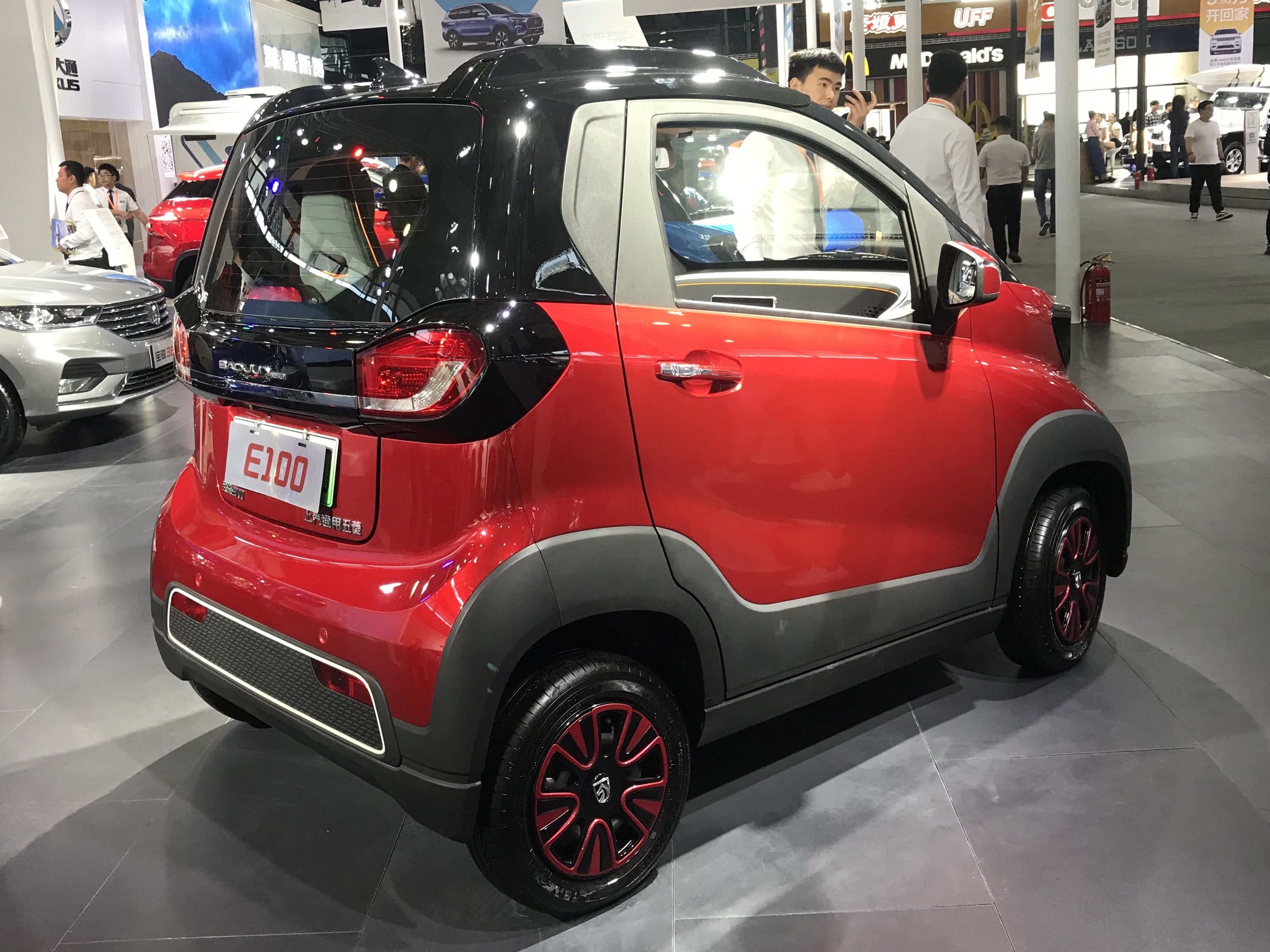
Вид сзади

Производство модели Baojun E100 началось в 2017 году. Изначально автомобиль продавался только в Гуанси и Циндао. До середины 2018 года географический рынок сбыта Baojun E100 был ограничен провинцией Гуанси — южной провинцией, граничащей с Вьетнамом. Однако в июне 2018 года рынок сбыта начал расширяться, и E100 начал продаваться в районе Циндао северной провинции Шаньдун.
Baojun E100 приводится в движение электродвигателем мощностью 29 кВт (38 л. с.) и крутящим моментом 110 Н⋅м, способным развивать максимальную скорость до 100 км/ч. Литий-ионный аккумулятор ёмкостью 14,9 кВт⋅ч заряжается за 7,5 часов. Передняя подвеска автомобиля независимая, а задняя — однорычажная. Также имеется антиблокировочная система тормозов с электронным распределением тормозного усилия, электроусилителем рулевого управления и электронным стояночным тормозом. Радиус поворота E100 составляет 3,7 метра.
Изначально запас хода составлял 96 миль, а с июня 2018 года — 124 мили. E100 выпускается в комплектациях Zhixing и Zhixiang. Ценовой диапазон варьируется от 46800 до 59800 юаней.